# Jessica Landseer
Pour les articles homonymes, voir Landseer.
Jessica Landseer (1810–1880) est une peintre de paysage, miniaturiste et graveuse britannique. Elle expose de 1816 à 1838 environ, puis s'arrête pendant qu'elle s'occupe de la maison de son frère, Edwin Landseer. Elle continue cependant à peindre et reprend ses expositions en 1863, tout en s'occupant d'Edwin, qui est en mauvaise santé dans les dernières années de sa vie.

## Biographie

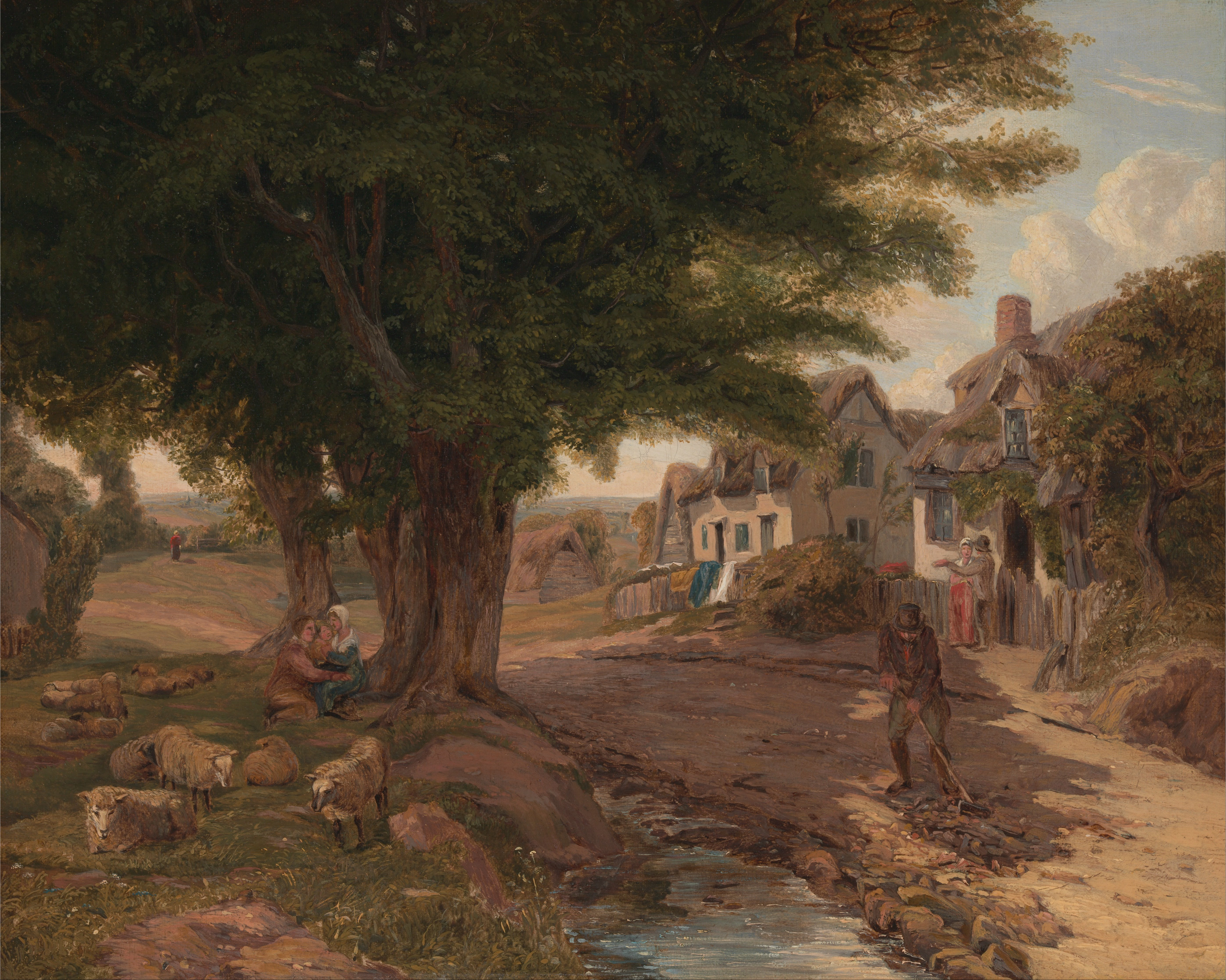
Scène de village (1817).

Née, selon sa propre déclaration, le 29 janvier 1810, Jessica Landseer est la fille de Jane Potts et de John Landseer. Entre 1816 et 1866, elle expose dix tableaux à la Royal Academy of Arts, sept à la British Institution et six à la Suffolk Street Gallery. Elle grave également des plaques d'après son frère Edwin : Vixen, un terrier écossais (également gravé par son frère Thomas Landseer), et Lady Louisa Russell nourrissant un âne (1826).
C'est à la Society of Women Artists, presque exclusivement, que Jessica Landseer expose après 1863. Son frère, qu'elle a soigné, meurt en 1873, lui laissant un héritage substantiel, et elle s'installe à Kensington Park Gardens.
Jessica Landseer ne s'est pas mariée. Elle meurt à Folkestone le 29 août 1880. Elle laisse de l'argent à des associations caritatives pour le bien-être des animaux.